# 邢泰吉
邢泰吉（1602年—1633年），字大来，号茅茹，山东東昌府臨清州人。明朝政治人物。

## 生平
明神宗萬曆四十六年（1618年），邢泰吉中式戊午科山東鄉試第一名舉人（解元）。明熹宗天啓二年（1622年），中壬戌科进士。刑部觀政，四年七月授戶部陕西司主事，五年管验粮厅，丁忧归乡。崇禎二年（1629年）除戶部山西司主事，管禄米仓，三年升山西司員外郎，告病归。
崇祯間，都城告急，各镇勤王之師，均需粮饷。泰吉日夜操劳成疾，卒於官，年三十二。

## 著作
邢泰吉善诗文，工書法。辑《四夷疆域风俗》诸书，藏于家。

## 家族
曾祖邢秉仁，嘉靖五年进士。祖父邢邦，嘉靖三十八年进士，历官长芦都转运使、四川右参政。父邢其任，萬曆三十五年进士，官湖广按察司副使。母秦氏，封恭人。具慶下。兄鼎吉（廪生）、弟益吉（庠生）、巽吉。娶朱氏，壬午之变骂贼殉难。子邢之琦。